# Axel Ahlberg (präst)
Axel Robert Ahlberg, född den 4 augusti 1847 i Foss socken, Göteborgs och Bohus län, död den 30 maj 1928 i Harplinge församling, Hallands län, var en svensk präst. Han var far till Hakon och Alf Ahlberg.
Ahlberg blev student vid Uppsala universitet 1867. Han prästvigdes 1872 och blev tillförordnad fångpredikant vid centralfängelset på Nya varvet i Göteborg 1874, predikant och religionslärare vid åkerbrukskolonien Hall, Strängnäs stift, 1875 och predikant vid centralfängelset på Nya varvet och pastor i Nya varvets församling 1879. Ahlberg blev kyrkoherde i Laholms stads- och landsförsamling 1886 och kyrkoherde i Harplinge och Steninge församlingar 1897. Han var prost i Halmstads kontrakt 1916–1924.